# Christina Aguilera (musikalbum)
Christina Aguilera är den amerikanska popsångerskan Christina Aguileras debutalbum, utgivet den 24 augusti 1999.

## Låtförteckning
1. "Genie in a Bottle" – 3:36
2. "What a Girl Wants" – 3:33
3. "I Turn to You" – 4:33
4. "So Emotional" – 4:00
5. "Come on Over (All I Want Is You)" – 3:10
6. "Reflection" – 3:33
7. "Love for All Seasons" – 3:59
8. "Somebody's Somebody" – 5:03
9. "When You Put Your Hands on Me" – 3:35
10. "Blessed" – 3:06
11. "Love Will Find a Way" – 3:56
12. "Obvious" – 3:59